# Hyponatrémie
Ne doit pas être confondu avec Hypernatrémie.
 Mise en garde médicale
L'hyponatrémie est un trouble hydroélectrolytique défini par une concentration en sodium dans le plasma sanguin (natrémie) inférieure à 135 mmol/l. Il en découle une hyperhydratation intracellulaire par effet osmotique (l'eau libre passe du secteur extracellulaire au secteur intracellulaire afin d'égaliser les pressions osmotiques de part et d'autre de la membrane cellulaire).

## Clinique
Les signes cliniques ne sont pas spécifiques (nausées, vomissements, dégoût de l'eau, asthénie, céphalées, confusion). Ils sont d'autant plus présents si l'hyponatrémie est profonde ou si elle survient de manière aiguë.
La gravité des hyponatrémies est liée à la survenue d'une hypertension intracrânienne (toujours dans les hyponatrémies sévères d'installation rapide) responsable d'engagement avec troubles de la conscience et crises convulsives pouvant mener au décès.
Une hyponatrémie modérée chez la personne âgée est un marqueur de risque d'ostéoporose.

## Diagnostic
Il est le plus souvent évoqué devant un ionogramme sanguin de routine témoignant d'une natrémie trop basse (natrémie normale : 135 à 145 mmol/l). Il convient alors de rechercher des signes de gravité, mais aussi une fausse hyponatrémie. C'est une anomalie fréquente, retrouvée chez presque un tiers des patients hospitalisés.

### Biologie
Outre l'ionogramme sanguin faisant porter le diagnostic, différents examens permettent d'orienter la recherche de la cause : l'ionogramme urinaire sur échantillon permet de voir s'il existe une perte urinaire en sodium pouvant expliquer les perturbations.

### Diagnostic différentiel
- Fausse hyponatrémie à secteur intracellulaire normal : elle est rendue possible par un artefact de calcul de la natrémie en routine de laboratoire : lorsque la protéinémie ou la lipidémie (cholestérol et triglycérides) sont très élevés, la phase solide du plasma sanguin (normalement égale à 7 % de la phase totale) augmente au détriment de l'eau plasmatique, faussant la mesure. Il convient donc de doser les protides sanguins, le cholestérol et les triglycérides avant de porter le diagnostic d'hyponatrémie (en particulier en contexte évocateur : myélome multiple et maladie de Waldenström pour les hyperprotéinémies majeures, syndrome de Zieve ou hyperlipidémie sévère connue). Cette erreur de mesure n'existe plus guère avec les méthodes modernes de mesure de l'ionogramme sanguin.

- Hyponatrémie avec déshydratation intracellulaire : c'est un phénomène rare, lié à l'accumulation dans le secteur extracellulaire de molécules ayant un pouvoir osmotique, ce qui attire l'eau cellulaire dans ce secteur au détriment du compartiment intracellulaire avec, par conséquent, une dilution du sodium. On le suspecte dans un contexte particulier : les intoxications en cause sont les intoxications au mannitol, au glycérol, à l'éthanol, au méthanol, au trichloroéthane, etc.

## Causes
Une fois l'hyponatrémie (et donc l'hyperhydratation intracellulaire) affirmée, on se penche sur l'état du secteur extracellulaire afin d'affiner le diagnostic et remonter jusqu'à l'origine du désordre. Dans tous les cas, l'hyponatrémie est liée à une incapacité relative des reins à diluer les urines, c'est-à-dire à éliminer l'eau en excès responsable de l'hyponatrémie.
La déshydratation extracellulaire résulte de pertes de sel. Les causes en sont multiples, dont la prise excessive de diurétiques, notamment thiazidiques, la maladie d'Addison, une néphropathie avec perte de sel, ou des pertes cutanées/digestives hypertoniques. Elle peut se voir en cas de sports extrêmes (marathon) si l'apport en sel est oublié pour compenser la déshydratation. Le MDMA, drogue récréative, peut donner également des hyponatrémies avec œdème pulmonaire.
L'hyperhydratation extracellulaire témoigne d'une rétention hydrosodée dont les causes les plus fréquentes sont l'insuffisance cardiaque globale, la cirrhose en état de décompensation œdémato-ascitique, le syndrome néphrotique, l'insuffisance hépatocellulaire.
Les hyperhydratations intracellulaires pures sont fréquentes, liées soit à un apport d'eau pure en excès (potomanie qui est un trouble psychiatrique avec absorption excessive d'eau, perfusion de soluté hypotonique en excès ; le contexte est le plus souvent très évocateur) soit à un syndrome de sécrétion inappropriée d'hormone anti-diurétique (SIADH). La cause du SIADH doit être traquée, elle est le plus souvent médicamenteuse, infectieuse ou tumorale.

## Traitements
La prise en charge de l'hyponatrémie a fait l'objet de la publication de recommandations. Celles, américaines, datent de 2013, celles, européennes, de 2014.
Les hyponatrémies très symptomatiques (troubles de la conscience, coma, convulsions) ou complexes sont affaire de spécialistes et se traitent au mieux en réanimation médicale. Dans tous les cas, le traitement de la cause est primordial lorsqu'il est possible.
Il est capital de garder à l'esprit que les hyponatrémies chroniques doivent être corrigées de façon progressive, sous peine de myélinolyse centropontine (en) (qui peut entraîner un syndrome confusionnel, des troubles de conscience, un coma, un déficit moteur des quatre membres), les neurones étant très sensibles aux variations trop rapides de la natrémie.
S'il existe une déshydratation extracellulaire, le traitement de la cause doit être effectué : arrêt des diurétiques thiazidiques (note : les diurétiques de l'anse ne donnent qu'exceptionnellement des hyponatrémies[réf. nécessaire], car les urines sont hypotoniques : environ 6 grammes de sel par litre d'urine). L'objectif est d'apporter du sel pour compenser la déplétion volémique, ce qui corrige alors intégralement le trouble de la natrémie si la cause en était unique. Dans les hyponatrémies discrètes et très bien tolérées, les apports peuvent se faire par voie orale.
Le traitement de l'hyponatrémie repose sur la restriction hydrique. Le traitement de la cause est nécessaire, si possible : insuffisance cardiaque, cirrhose, insuffisance rénale, etc. Le traitement de la cause est ici plus capital encore : traitement psychiatrique de la potomanie avec mesures d'éloignement des sources d'eau, arrêt d'une perfusion hypotonique, traitement du syndrome de sécrétion inappropriée d'hormone anti-diurétique, traitement hormonal substitutif d'une hypothyroïdie).
En cas d'hyponatrémie pure bien tolérée, le traitement consiste en une restriction hydrique seule (500 ml/jour). En cas de tableau sévère, le traitement en réanimation s'impose : furosémide + compensation des pertes de sel (6 grammes par litre d'urine), sous stricte surveillance de la natrémie.

### Traitement médicamenteux
Le tolvaptan est un inhibiteur de l'arginine vasopressine se fixant sur le même récepteur cellulaire que cette dernière. Il accroit la natrémie chez les patients non déshydratés. Il pourrait également améliorer le syndrome œdémateux lors d'une insuffisance cardiaque. Il n'a pas l'AMM dans cette indication, a actuellement un coût très significatif et n'améliore pas la morbimortalité.
La déméclocycline réduit la concentration urinaire en sodium et est parfois utilisée comme traitement de l'hyponatrémie. Il est du ressort du néphrologue exclusivement.